# Personer i Sagan om Drakens återkomst
Det här är en samlingsartikel för personer i Robert Jordans fantasybokserie Sagan om Drakens återkomst. Serien är känd för sitt stora persongalleri. Bipersonerna inräknade innehåller den cirka 1700 karaktärer. 

## A
- Agelmar Jagad
- Aginor (egentligen Morrad Chuain) var en av de förlorade. Han dog i början av serien (Tidens hjul) på grund av att han använde för mycket av kraften. Den Svarte återbördar honom till livet i en ny kropp, och ger honom namnet Osan'gar. I den kroppen uppträder han som Dashiva.
- Alanna Mosvani är en grön Aes Sedai som bundit Rand till sig som sin väktare mot hans vilja.
- Alivia är en befriad damane från Seanchan. Hon är över 400 år gammal.
- Alviarin Freidhen är en Aes Sedai. Hon förmodas tillhöra Vita Ajah, men tillhör egentligen Svarta. Hon var Krönikornas väktarinna under Elaidas styre av Vita Tornet.
- Amys är en aielkvinna, en av de Visa och en före detta spjutjungfru. Gift med Rhuarc.
- Asmodean (egentligen Joar Addam Nessosin, har även uppträtt som Jasin Natael) är en av de förlorade. Han blir mördad i slutet av Stormen vaknar, men det är oklart av vem. Detta har spekulerats enormt mycket i av Robert Jordans fans, medan författaren själv vägrat svara på det.
- Aviendha är en ung aielkvinna och spjutjungfru som är en av Rand al'Thors älskarinnor.

## B
- Bain är en spjutjungfru.
- Balthamel är en av de förlorade.
- Bayle Domon är en kapten.
- Be'lal är en av de förlorade.
- Berelain Drottning över Mayene
- Birgitte Silverbåge är en väktare och en av de hjältar som kommer när man blåser ur Valeres horn

## C
- Chiad är en spjutjungfru.
- Couladin Är en äregirig aielman.

## D
- Dashiva Är en Asha'man.
- Demandred är en av de förlorade.
- Dråparen (engelska: Slayer)

## E
- Egwene al'Vere uppvuxen i samma by som Rand al'Thor. Är den nuvarande Amyrlintronande för rebellerna.
- Elayne Trakand Är den nuvarande drottningen över Andor. Hon är en grön Aes Sedai.
- Elaida a'Roihan Var Aes Sedai för röda Aija. Är nu den Amyrlintronande för Tornet.
- Elyas Machera han kan prata med vargar.

## F
- Faile Bashere, egentligen Zarine Bashere, är dotter till Davram och Deira Bashere. Hon är gift med Perrin.

## G
- Galad Damodred (egentligen Galadedrid) Halvbror till Gawyn och Elayne.
- Gareth Bryne Är en befälhavare.
- Gaul En ailman, vän till Perrin Aybara.
- Gawyn Trakand Är bror till Elayne Trakand och son till Morgase.
- Graendal är en av de förlorade.

## H
- Hadnan Kadere var en mörkvän från Saldaea. Han dödades av Lanfear i Stormen vaknar
- Halima Saranov är Aran'gars (Balthamel återfödd) alter ego. Hon är en kvinna som leder saidin (den manliga delen av Urkällan). Hon befinner sig med exil-Aes Sedaierna i Salidar.
- Hurin är en man från Shienar som kan lukta sig till platser där våld har utförts. Han hjälper Rand att leta efter Valeres Horn i början av serien.

## I
- Ishamael är en av de förlorade.
- Ingtar är en shenarisk soldat. Han är en mörkvän men vänder åter till ljuset när han dör.

## J
- Jaichim Carridin är en högt uppsatt officer i Ljusets söner och en mörkvän.
- Juilin Sandar är en tairensk tjuvjägare.

## K
Katerine Alruddin, Aes Sedai av Röda Ajah, novisernas föreståndarinna under Elaidas sista veckor. Katerine tillhör Svarta Ajah. Hon är en av dem som för Egwene till Tornet som fånge.

## L
- Lan Mandragoran väktare till Moiraine Damodred.
- Lanfear än av de förlorade.
- Leane Sharif Hon var Krönikornas Väktarinna. Hon blev helad av Nynaeve al'Meara.
- Lews Therin Telamon också kallad draken.
- Liandrin tillhör numera svarta Ajah.
- Logain Ablar är en Asha'man.
- Loial är en ogier.

## M
- Mat Cauthon är en av huvudpersonerna i serien och en av Rand al'thors bästa vänner.
- Mazrim Taim är en Asha'man.
- Mesaana är en av de förlorade
- Min Farshaw Ser syner runt olika personer.
- Moghedien en av de förlorade.
- Moiraine Damodred är en Aes Sedai av blå Ajah.
- Morgase Trakand Drottning av Andor.
- Moridin är en av de förlorade. Han anses allmänt vara Ishamael återfödd.

## N
- Nynaeve al'Meara är en Aes Sedai av gula ajah, och är uppväxt i samma by som Rand al'Thor.

## O
- Olver är en föräldralös pojke som Mat Cauthon tar hand om.

## P
- Padan Fain är en mörkvän.
- Perrin Aybara är en av huvudpersonerna i serien och en av Rand al'thors bästa vänner.

## R
- Rand al'Thor, Draken Återfödd, Cooramoor, Car'a'carn, är seriens huvudperson.
- Rhavin En av de förlorade.
- Rhuarc En klanhövding över Taardads klan.

## S
- Sammael En av de förlorade.
- Semirhage En av de förlorade
- Shaidar Haran Den Svartes högra hand
- Siuan Sanche Hon var den Amyrlintronande. Hon blev helad av Nynaeve al'Meara.

## T
- Tam al'Thor är Rand al'Thors adoptivfar.
- Theodrin Dabei är en före detta vildbrukare som var Antagen i Vita Tornet och följde med exil-Aes Sedaierna till Salidar. Hon är nu upphöjd till Aes Sedai av bruna Ajah.
- Therava är en av Shaidos Visa aielkvinnor.
- Thom Merrilin är en lekare som dök upp redan i första boken, i Emondsvall. Det visade sig sedan att han är drottning Morgases före detta älskare, och duktig på Daes Dae'mar. Efternamnet kommer från Merlin i Kung Artur-legenderna.
- Tuon (fullständigt namn Tuon Athaem Kore Paendrag), De nio månarnas dotter, är nitton år och dotter till Seanchans kejsarinna. Hon är gift med Mat Cauthon.

## U
- Uno Nomesta är en shienarisk krigare med bara ett öga.

## V
- Valan Luca äger en cirkus som några av huvudpersonerna ibland turnerar med för att ha en täckmantel.
- Verin Mathwin är en Aes Sedai av bruna Ajah.

## Z
- Zarine Bashere är ett annat namn på Faile.